# Królikowo (województwo warmińsko-mazurskie)
Królikowo (dawniej niem. Königsgut) – wieś w Polsce położona w województwie warmińsko-mazurskim, w powiecie olsztyńskim, w gminie Olsztynek.
W latach 1954–1957 wieś należała i była siedzibą władz gromady Królikowo, po przeniesieniu siedziby i zmianie nazwy gromady, w gromadzie Olsztynek. W latach 1975–1998 miejscowość administracyjnie należała do województwa olsztyńskiego.
Wieś leży w odległości około 3 km na południowy zachód od Olsztynka, przy asfaltowej drodze biegnącej w kierunku Drwęcka. Działają tutaj szkolny punkt filialny, OSP, sklep, przedsiębiorstwo usług transportowych i firma produkująca szyldy reklamowe.

## Historia
Wieś założona na prawie chełmińskim w 1341 roku przez mistrz krzyżackiego Dietricha von Altenburg, na pruskim polu osadniczym Kungiswalt. Królikowo było wielokrotnie niszczone w trakcie wojen i epidemii.
Szybki rozwój nastąpił w XIX i XX wieku. W latach 1925–1927 niedaleko wioski powstał monumentalny Tannenberg-Denkmal, pomnik chwały oręża niemieckiego, przekształcony później w mauzoleum Paula Hindenburga. W 1939 r. we wsi mieszkały 533 osoby.
W czasie drugiej wojny światowej w okolicach Królikowa znajdował się duży obóz jeniecki Stalag I B Hohenstein, po którym pozostały jeszcze ślady i odnajdywane pojedyncze przedmioty, należące do jeńców. Przetrzymywani byli tu jeńcy polscy, później francuscy, rosyjscy, belgijscy. Wykorzystywani byli do pracy w okolicznych miejscowościach.
W 1997 i 2005 roku wieś liczyła 300 mieszkańców.

## Zabytki
- Na zachodnim skraju wsi znajduje się cmentarz ewangelicki, założony w 1840 roku.